# Фотометрическая система UBV

Кривые чувствительности полос U, B и V

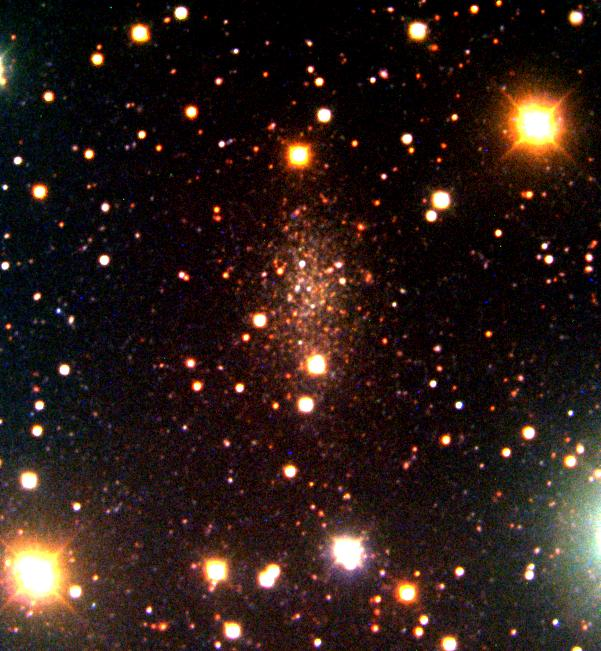
UBV-изображение, сделанное в Лоуэлловской обсерватории, в котором голубой цвет представляет U-диапазон (ультрафиолет), зелёный цвет — B-диапазон (синий) и красный цвет — V-диапазон (видимый свет)

Система UBV (система Джонсона или система Джонсона — Моргана) — наиболее широко используемая широкополосная фотометрическая система. Разработана в 1950-х годах американскими астрономами Гарольдом Л. Джонсоном и Уильямом У. Морганом для классификации звёзд в зависимости от их цвета.
В этой системе звёздные величины измеряются в трёх широких полосах спектра, названных U (англ. ultraviolet — ультрафиолетовый), B (blue — синий) и V (visual — визуальный). Максимум чувствительности этих полос лежит на длинах волн 350, 430 и 550 нм соответственно. Выбор цветов из голубой части спектра был сделан потому, что фотоплёнки того времени были наиболее чувствительны в этой области спектра. Звёздные величины определяются таким образом, что для звёзд спектрального класса A0 V без межзвёздного покраснения все три величины равны друг другу. Таким образом, у таких звёзд показатели цвета B−V и U−B — разности звёздных величин в разных полосах — равны нулю.
Показатели цвета (U−B) и (B−V) можно использовать для определения некоторых физических свойств отдельных звёзд или их групп. Наиболее часто используется разность (B−V), причем B и V, если говорить очень упрощённо, соответствуют фотографической и визуальной звездным величинам. Показатель цвета (B−V) удобен потому, что для большинства звёзд он относительно быстро и легко измеряется, оставаясь хорошим индикатором спектрального класса. Это одна из переменных, используемых при построении диаграммы цвет — звёздная величина (диаграмма Герцшпрунга — Рассела). Чтобы расширить возможности метода, в 1965 году Джонсон предложил использовать дополнительно ещё несколько полос в инфракрасной части спектра (от 0,7 до 10,2 мкм). Они были названы R, I, J, H, K, L, M и N.
Система UBV имеет ряд недостатков. Коротковолновая отсечка фильтра U определяется главным образом земной атмосферой, а не самим фильтром. Таким образом, наблюдаемые величины могут изменяться с высотой наблюдательного пункта и переменой атмосферных условий. Тем не менее в этой системе сделано очень много измерений блеска звёзд (не только ярких, но и множества слабых).